# Matthias Wagner K
Matthias Wagner K (* 26. September 1961 in Jena) ist ein deutscher Kurator, Ausstellungsmacher und Autor. Seit 2012 ist er Direktor des Museum Angewandte Kunst in Frankfurt am Main.

## Leben
Wagner K stammt aus einer «kulturbürgerliche[n] Jenaer Familie». Sein Großvater hatte dem Namen der Familie das K nachgestellt, um diese von Richard Wagner, den er ablehnte, zu distanzieren. Matthias Wagner K kam über das Theater und die Bildende Kunst zu Vermittlung und Präsentation von Kunst und Kultur.
Nach seiner Übersiedlung aus der DDR in die Bundesrepublik Deutschland studierte er ab 1984 Freie Malerei im Fachbereich Kunst und Design an den Kölner Werkschulen der FH Köln (TH Köln – University of Applied Sciences) und schloss das Studium 1989 mit der Ernennung zum Meisterschüler ab. Ab 1986 entstanden vermehrt raumbezogene Projekte sowie Film- und Videoarbeiten.
Seit 1992 gab er Gastvorlesungen u. a. an der Universidad de la República Montevideo, Uruguay / Universidade de São Paulo, Brasilien / Akademie der Bildenden Künste Warschau, Polen / Stiftung Weimarer Klassik, Nietzsche-Kolleg / Stiftung Bauhaus Dessau / Universität zu Köln (Je sculpte de la lumiére - Licht als Werkstoff und Bedeutungsträger in der Kunst, Teil der Ringvorlesung Licht. Spuren im Leben) / Ludwig Múzeum Budapest (Die Geschichte der Lichtkunst / Biennale für Internationale Lichtkunst - open light in private spaces, anlässlich der der Ausstellung The pleasure of light - György Kepes & Frank. J. Malina) / Collegium Hungaricum Berlin (Das künstliche Leuchten im Kontext der Kunst, Matthias Wagner K im Gespräch mit Jan-Peter E.R. Sonntag über das Fluidum Licht und seine Apparate als Material künstlerischen Schaffens) und Kunstakademie Münster (LECTURES – open light in private spaces).
Seit 2002 ist er als Ausstellungsmacher und Kurator tätig. Er kuratierte Ausstellungen zur Kulturgeschichte des Lichts sowie dessen Verwendung in der Kunst des 20. und 21. Jahrhunderts und gilt als Spezialist für nordische Kunst und Kultur. 2005 leitete er das Festival Islandbilder – Bildende Kunst, Fotografie, Literatur, Musik, Mode & Design aus Island (mit C. Stahl) in Köln. 2006 wurde er als Kurator an die Nordischen Botschaften Berlin, 2009 zum künstlerischen Leiter der ersten Nordic Fashion Biennale, Reykjavik berufen und zeichnete als Chefkurator im Auftrag der Republik Island verantwortlich für das Kunst- und Kulturprogramm Sagenhaftes Island, dem Ehrengastauftritt Islands zur Frankfurter Buchmesse 2011.
Seit dem Jahre 2002 leitet er das Licht-Kunst-Projekt Hellweg – ein Lichtweg und 2010 die erste Biennale für Internationale Lichtkunst – open light in private spaces mit Werken u. a. von Angela Bulloch, Ólafur Elíasson, Jenny Holzer, Philippe Parreno, Tobias Rehberger, James Turrell und Haegue Yang. Von Kritik und Publikum gleichermaßen stark beachtet waren die im Jahr 2011 von ihm kuratierten Ausstellungen Gabríela Friðriksdóttir, Crepusculum in der Schirn Kunsthalle sowie Randscharf – Design in Island (mit Klaus Klemp) im Museum Angewandte Kunst in Frankfurt am Main, zu dessen Direktor er 2012 vom Magistrat der Stadt Frankfurt einstimmig berufen wurde. Innerhalb eines Jahres positionierte Wagner K das Museum mit einem gänzlich überarbeiteten Ausstellungs- und Partizipationskonzept neu. An die Stelle einer Auseinandersetzung mit den Objekten allein aus ihrer Historie heraus ist ein Aus- und Verhandeln von zeit- und unzeitgemäßen Betrachtungen getreten, woraus Fragestellungen erwachsen, denen in thematischen Ausstellungen mit immer wieder neuen Objektkonstellationen begegnet wird.
Wagner K war 2009 Projektbeiratsmitglied des Neuen Sächsischen Kunstvereins im Festspielhaus Hellerau, Europäisches Zentrum der Künste, von 2009 bis 2013 Jurymitglied für den Kunstpreis Europas Zukunft und Mitglied im Netzwerk deutscher Kuratoren des Goethe-Instituts. 2015 wurde er vom Hessischen Ministerium für Wissenschaft und Kunst zum Senator des DLM (Deutsches Ledermuseum Offenbach) ernannt und in den Hochschulrat der Hochschule für Gestaltung Offenbach am Main berufen. Im Juni 2018 berief ihn die Hochschule für Gestaltung (HfG) Offenbach zum Honorarprofessor im Fachbereich Design.
Zusammen mit Schauspielintendant Anselm Weber und Mousonturm-Intendant Matthias Pees zeichnete Matthias Wagner K für die erfolgreiche Bewerbung der Städte Frankfurt und Offenbach als Ausrichter von Theater der Welt 2023 und für die Intendanz des internationalen Festivals unter der künstlerischen Leitung von Chiaki Soma.
Im November 2020 wurde Wagner K von der Stadt Frankfurt und dem Kulturfonds Frankfurt RheinMain mit der Leitung/CEO der Bewerbung Frankfurt RheinMain um den Titel World Design Capital 2026 betraut. Dafür entwickelte er das Thema Design for Democracy. Atmospheres for a better life. Am 13. September 2023 gab die World Design Organization (WDO) bekannt, dass Frankfurt RheinMain der Titel World Design Capital (WDC) 2026 verliehen wird. Riad (Saudi-Arabien) war die andere Stadt in der engeren Auswahl für den Titel.

## Kuratorische Tätigkeiten (Auswahl)
- 2019  House of Norway, Museum Angewandte Kunst, Frankfurt am Main
- 2019  Moderne am Main 1919 - 1933, Museum Angewandte Kunst, Frankfurt am Main (mit Klaus Klemp, Annika Sellmann und Grit Weber)
- 2018  Lore Kramer. Ich konnte ohne Keramik nicht leben, Museum Angewandte Kunst, Frankfurt am Main
- 2018  RAY 2018. EXTREME, u. a. im Museum Angewandte Kunst, Frankfurt am Main
- 2017	Jil Sander. Präsens, Museum Angewandte Kunst, Frankfurt am Main
- 2016	Vom Verbergen, Museum Angewandte Kunst, Frankfurt am Main (mit Julia Koch)
- 2016	New Nordic Fashion, Food & Design, Felleshus – Gemeinschaftshaus der Nordischen Botschaften Berlin (mit Sabine Schirdewahn)
- 2016	Unter Waffen. Fire & Forget 2, Museum Angewandte Kunst, Frankfurt am Main (mit Ellen Blumenstein, Daniel Tyradellis)
- 2015	RAY 2015: IMAGINE REALITY, u. a. im Museum Angewandte Kunst, Frankfurt am Main
- 2014	1607. Aus den frühen Tagen der Globalisierung, Museum Angewandte Kunst, Frankfurt am Main (mit Svetlana Jaremitsch)
- 2013	Draußen im Dunkel. Weitermachen nach der Mode, Museum Angewandte Kunst, Frankfurt am Main (mit Mahret Kupka)
- 2011	Flagships of Culture - neue nordische Kulturhäuser, Felleshus – Gemeinschaftshaus der Nordischen Botschaften Berlin (mit Sabine Schirdewahn)
- 2011  Gabriela Fridriksdóttir. Crepusculum, Schirn Kunsthalle, Frankfurt am Main
- 2011	Randscharf – On the Cutting Edge – Design in Island, Museum für Angewandte Kunst, Frankfurt am Main (mit Klaus Klemp)
- 2010	Biennale für Internationale Lichtkunst – open light in privat spaces, RUHR.2010 – Kulturhauptstadt Europas
- 2009	1. NORDIC FASHION BIENNALE, Nordic House, Reykjavik, Island
- 2007	Icelandic Fashion & Design – inspired by nature, Felleshus – Gemeinschaftshaus der Nordischen Botschaften, Berlin
- 2007  ISLAND::FILM - eine Ausstellung zur Filmgeschichte Islands von 1904 bis 2008, Felleshus – Gemeinschaftshaus der Nordischen Botschaften, Berlin (mit Sabine Schirdewahn)
- 2007  The late view – Photographs from the legacy of the 1998 deceased Icelandic Nobel Prize laureate and cosmopolitan Halldór Laxness, Museum – National Centre of Cultural Heritage, Reykjavik/IS
- 2006	Icelandic Fashion, Museum – National Centre of Cultural Heritage, Reykjavik/IS
- 2005	Licht – Die Magie des Bühnenraums, Zentrum für Internationale Lichtkunst, Unna (mit Sabine Schirdewahn)
- 2005	Mode & Design aus Island, Museum für Angewandte Kunst Köln, Köln
- 2003	Licht und Verführung, Zentrum für Internationale Lichtkunst, Unna (mit Sabine Schirdewahn)[13][14]

## Publikationen / Herausgeber / Autor (Auswahl)
- Egokollektiv. Peter Zizka, hrsg. von Matthias Wagner K und  Anna Duque y González, Verlag der Buchhandlung Walther König, Köln 2018, ISBN 978-3-96098-364-4.
- Jil Sander. Präsens, hrsg. von Matthias Wagner K (Autor), Co-Autorin: Ingeborg Harms, München 2017, ISBN 978-3-7913-6837-5.
- Vom Verbergen, hrsg. von Matthias Wagner K (Autor) und Julia Kartesalo, Köln 2017, ISBN 978-3-96098-155-8.
- Hellweg – ein Lichtweg / Light Art in Urban Spaces, hrsg. von Matthias Wagner K (Autor) und Sigrun Krauß (Autorin), Berlin 2014, ISBN 978-3-95763-237-1.
- Gabriela Friðriksdóttir – Crepusculum, hrsg. von Matthias Wagner K (Autor) und Max Hollein, Heidelberg 2011, ISBN 978-3-86828-260-3.
- 1. Biennale für Internationale Lichtkunst – open light in private spaces, hrsg. von Matthias Wagner K (Autor), Berlin 2010, ISBN 978-3-86895-102-8.

## Publikationen / Mitherausgeber / Autor (Auswahl)
- Die Sammlung Maximilian von Goldschmidt-Rotschild, hrsg. von Matthias Wagner K (Autor) und Katharina Weiler (Autorin), Verlag der Buchhandlung Walther und Franz König, Köln 2023, ISBN 978-3-7533-0418-2.
- Michael Riedel. Grafik als Ereignis, hrsg. von Matthias Wagner K (Autor) und Eva Linhart (Autorin), Verlag der Buchhandlung Walther König, Köln 2019, ISBN 978-3-88270-125-8.
- Kartografie der Träume. Die Kunst des Marc-Antoine Mathieu, hrsg. von David Beikirch (Autor) und Matthias Wagner K (Autor), Berlin 2017, ISBN 978-3-941030-91-6.
- Picknick-Zeit, hrsg. von Charlotte Trümpler (Autorin) und Matthias Wagner K (Autor), Köln 2017, ISBN 978-3-96098-106-0.
- SUR/FACE_Spiegel, hrsg. von Mahret Kupka (Autorin) und Matthias Wagner K, Berlin 2017, ISBN 978-3-95763-397-2.
- Für den tieferen Sinn_Duft als Medium in Kunst, Design und Kommunikation, hrsg. von Martin Hegel (Autor) und Matthias Wagner K (Autor), Wiesbaden 2016, ISBN 978-3-946718-03-1.
- Alles neu! 100 Jahre Neue Typografie und Neue Grafik in Frankfurt am Main, hrsg. von Klaus Klemp (Autor) und Matthias Wagner K (Autor), Stuttgart 2016, ISBN 978-3-89986-246-1.
- Ammo Unter Waffen. Fire & Forget 2, hrsg. von Ellen Blumenstein, Daniel Tyradellis und Matthias Wagner K, Berlin 2016, ISBN 978-3-95476-173-9.
- Buddha. 108 Begegnungen, hrsg. von Stephan v. d. Schulenburg, Elke Hessel, Karsten Schmidt und Matthias Wagner K, Köln 2015, ISBN 978-3-86832-249-1.
- design in frankfurt 1920 – 1990, hrsg. von Klaus Klemp (Autor) und Matthias Wagner K (Autor), Stuttgart 2014, ISBN 978-3-89986-207-2.
- Korea Power – Design und Identität, hrsg. von Klaus Klemp, Hehn-Chu Ahn, Matthias Wagner K, Berlin 2013, ISBN 978-3-89955-488-5.
- alex wollner brasil. design visual, hrsg. von Julia Koch, Klaus Klemp, Matthias Wagner K, Tübingen-Berlin 2013, ISBN 978-3-8030-3214-0.
- Randscharf – Design in Island, hrsg. von Klaus Klemp (Autor) und Matthias Wagner K (Autor), Berlin 2012, ISBN 978-3-89955-390-1.

## Autor (Auswahl)
- Der Tag ging dahin, die Kunst nahm dem Mythos alles. Zum Werk von Ragnar Kjartansson, in: Ragnar Kjartansson. Scheize-Liebe-Sehnsucht, Distanz Verlag, 2019, ISBN 978-3-95476-284-2.
- Bilder des Verschwundenseins. Die Sammlung Maximilian von Goldschmidt-Rothschilds, in: Provenire. Provenienzforschung in deutschen Sammlungen, hrsg. vom Deutschen Zentrum Kulturgutverluste, de Gruyter, 2019, ISBN 978-3-11-061746-7.
- Die andere Seite, in: scheider+schumacher 30, hrsg. von Till Schneider, Michael Schumacher, Esslingen 2019, ISBN 978-3-947563-33-3.
- Der Tag ging dahin, die Kunst nahm dem Mythos alles. Zum Werk von Ragnar Kjartansson, in: Ragnar Kjartansson. Scheize - Liebe - Sehnsucht, hrsg. von Ulrike Groos, Carolin Wurzbacher, Stuttgart 2019, ISBN 978-3-95476-284-2.
- Bildzeit, in: Ulrike Crespo – Island, hrsg. von Ulrike Crespo, Heidelberg 2017, ISBN 978-3-86828-777-6.
- Die Waffen der Frauen_Lana Del Reys Musikvideo High by the Beach, in: Unter Waffen. Fire & Forget 2, Berlin 2016, ISBN 978-3-95476-173-9.
- Der Sammlungsdirektor, in: Für den tieferen Sinn_Duft als Medium in Kunst, Design und Kommunikation, Wiesbaden 2016, ISBN 978-3-946718-03-1.
- Die Erde ist bewohnbar wie der Mond, in: too common, Knut Eckstein, Köln 2016, ISBN 978-3-96098-039-1.
- Zum Museum erklärt oder die Magie des Alltäglichen, in: Shangri-La, Das Museum hinter der Brücke, Freiburg i. Br. 2015, ISBN 978-3-86833-166-0.
- Isländereien - von Sehnsucht, Sagas und Design, in: culturescapes island, Schweiz 2015, ISBN 978-3-85616-676-2.
- The face of creativity, in: THE WEATHER DIARIES – 3. NORDIC FASHION BIENNALE, Berlin 2014, ISBN 978-3-89955-522-6.
- Gabriela Friðriksdóttir, in: Icelandic Art Today, Ostfildern 2009, ISBN 978-3-7757-2295-7.

## Künstlerische Tätigkeiten – Ausstellungen (Auswahl)
- 2021 tinyBE • living in a sculpture, Metzlerpark des Museum Angewandte Kunst Frankfurt/Main, tinyBE extend: vista 3,5°, Kuratorin Cornelia Saalfrank[15]
- 2002 the past is an error, IV, Detroit-Video-Festival, Museum of New Art, Detroit, USA
- 2001 Das Licht von der anderen Seite, Zentrum für Internationale Lichtkunst, Unna
- 2000 Artistenmetaphysik - F. Nietzsche in der Kunst der Nachmoderne, F. Nietzsche verlangt von A. Hitler seinen Spazierstock zurück, II, Haus am Waldsee, Berlin
- 1999 Welt 4, Kunsthalle Recklinghausen, Recklinghausen
- 1999 Masterpieces of the last millennium at Capodimonte, Neapel, I
- 1998 Shadow play, Biennale Balticum, Rauma Art Museum, FIN
- 1998 Das Manifest, Kunsthalle Bielefeld, Bielefeld
- 1998 All's quiet on the western front, Nationalmuseum Warschau, PL
- 1997 Tabu X, Nietzsche Archiv, Weimar
- 1996 Interpol-ett globalt nätverk, Neue Kunsthalle Stockholm – Färgfabriken, SE
- 1996 Der Impuls Nietzsche, Alles wird gut, Stiftung Weimarer Klassik, Goethe-Institut, Weimar
- 1995 Tabu VIII, Kunsthalle Köln, Köln
- 1994 Tabu II, Bauhaus Dessau, Dessau
- 1994 XV. Festival de la Video et des Arts Electroniques,the past is an error I, Locarno, I
- 1994 IV. Video und Film Festival, Melbourne, Australien
- 1994 the past is an error III, experimental video from germany, Artspace, Auckland, Neuseeland
- 1992 A.M.O.c II, bufo bufo, Deutscher Pavillon, Venedig, I
- 1993 Licht/Räume, Tabu I, Museum Folkwang, Essen
- 1993 1. Internationales Videofestival, Duett, Bauhaus Dessau, Dessau
- 1990 Blau - Farbe der Ferne, starwalking, Heidelberger Kunstverein, Heidelberg
- 1989 11 Künstler/11 Räume, Die große Freiheit I, Museum Morsbroich, Leverkusen
- 1988 Wer die Ruhe des Kaisers stört..., de Fabrik, Eindhoven, NL[5][16]

## Inszenierungen, Regie (Auswahl)
- 2001 Traum-Reise. Basel, Festveranstaltung zur Neueröffnung des Schauspiels Basel (mit Dirk Raulf), Basel, CH
- 2000 Utopie. Helden. Einbruch, Theater im Bauturm – Freies Schauspiel Köln (mit Dirk Raulf, Jörg Ritzenhoff, Frank Schulte), Köln
- 1996 N2032 - eine multimediale Inszenierung, Auftraggeber: Stiftung Weimarer Klassik und Kulturstadt GmbH (mit Jörg Ritzenhoff), Weimar
- 1998 Nachtwache. Melancholie. Dorn im Auge, Theater im Bauturm – Freies Schauspiel Köln (mit Dirk Raulf, Jörg Ritzenhoff, Frank Schulte), Köln
- 1995 Salons für das 21. Jahrhundert, Kunst- und Ausstellungshalle der Bundesrepublik Deutschland/Deutschlandfunk (mit Dirk Raulf), Bonn[17]

## Preise und Stipendien
- 1988 Stipendium des DFJ in Paris
- 1994 Sonderpreis für the past is an error, Film- und Videofestival, P.C. Massachusetts, USA
- 1997 Transferstipendium – Polen (Gdańsk, Kraków, Warszawa), Kulturstiftung NRW